# Peter Paul Rubens
Peter Paul Rubens (Siegen, 28 de junho de 1577 – Antuérpia, 30 de maio de 1640) foi um pintor brabantino do estilo barroco, proponente de um estilo extravagante que enfatizava movimento, cor e sensualidade. É conhecido por suas obras contrarreformistas, retratos e pinturas históricas de assuntos mitológicos e alegóricos.

## Biografia

### Primeiros anos
Rubens nasceu em Siegen, na Vestfália, filho de Jan Rubens e Maria Pypelincks. Seu pai, um calvinista, e sua mãe fugiram de Antuérpia para Colônia em 1568, por causa do crescente tumulto religioso e das perseguições aos protestantes durante o reinado do Duque de Alba nos Países Baixos Espanhóis. Jan Rubens se tornou um conselheiro jurídico (e amante) de Ana da Saxónia, a segunda esposa de Guilherme I, príncipe de Orange, e se assentou na corte dela em Siegen em 1570. Após Jan Rubens ter sido preso por causa do relacionamento, Peter Paul Rubens nasceu, no ano de 1577. A família retornou para Colônia no ano seguinte e, em 1589, dois anos após a morte de Jan, ele e sua mãe se mudaram novamente para Antuérpia, onde ele foi criado como um católico. A religião apareceria de forma proeminente na maior parte de sua obra e Rubens iria se tornar uma das principais vozes da pintura na Contrarreforma católica.
Em Antuérpia, Rubens recebeu uma educação humanista, estudando latim e literatura clássica. Aos quatorze, ele começou o seu aprendizado artístico com Tobias Verhaecht. Subsequentemente, ele estudou sob dois dos principais pintores da cidade na época, o artistas do final do período maneiristas Adam van Noort e Otto van Veen. Começou com Adam van Noort, depois Tobias Verhaeght e finalmente Otto van Veen, que exerceu sobre ele a maior influência. Foi Van Veen que fez nascer em Rubens uma grande admiração pela Itália e pela cultura latina clássica. Isso marcou toda a sua obra e o fez servir aos reinos latinos católicos mesmo sendo germânico filho de pai protestante.
Muito de seu treinamento inicial envolveu copiar as obras de artistas anteriores, como as xilogravuras de Hans Holbein, o Jovem e as gravuras de Marcantonio Raimondi baseadas em Rafael. Rubens completou a sua educação em 1598, quando então entrou para a Guilda de São Lucas como um mestre independente.

### Itália (1600–1608)

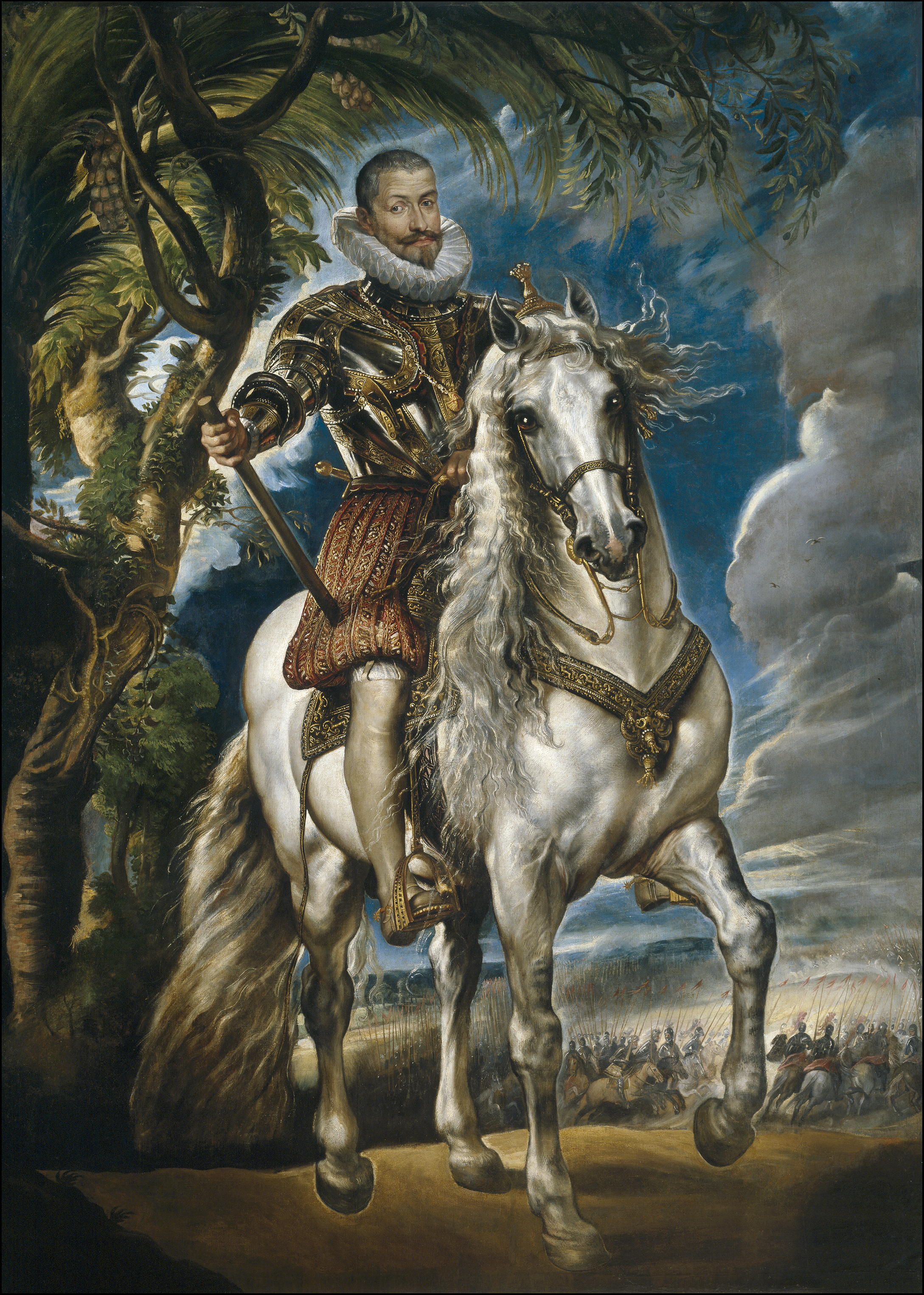
Retrato equestre do Duque de Lerma
Museu do Prado, em Madrid.

Em 1600, Rubens viajou para a Itália. Ele parou primeiro em Veneza, onde ele viu as pinturas de Ticiano, Veronese e Tintoretto, antes de assentar em Mântua, na corte do duque Vincenzo I Gonzaga. As cores e as composições de Veronese e Tintoretto tiveram um efeito imediato sobre as pinturas de Rubens e seu estilo posterior, mais maduro, foi profundamente influenciado por Ticiano. Com o apoio financeiro do duque, Rubens viajou a Roma passando por Florença em 1601. Lá, ele estudou grego clássico e a arte romana, copiando obras dos mestres italianos. A escultura helenística Laocoonte e seus filhos teve uma influência especial sobre ele, assim como a arte de Michelângelo, Rafael e Leonardo da Vinci. Ele também foi influenciado pela recente - e fortemente naturalística - obra de Caravaggio. Ele posteriormente fez uma cópia de uma obra dele, O Enterro de Cristo, e recomendou ao seu patrocinador, o duque de Mântua, que comprasse a Morte da Virgem (que hoje está no Louvre). Além disso, ele foi instrumental nas aquisições da Nossa Senhora do Rosário (Kunsthistorisches Museum, Viena) para a igreja dominicana em Antuérpia. Durante sua primeira estadia em Roma, Rubens completou uma encomenda para uma peça de altar, Santa Helena com a Vera Cruz para a igreja de Santa Croce in Gerusalemme.
Rubens viajou para a Espanha numa missão diplomática em 1603, levando presentes dos Gonzagas para a corte de Filipe III. Enquanto estava lá, ele estudou a enorme coleção de obras de Rafael e Ticiano criada por Filipe II. Ele também pintou um retrato equestre do Duque de Lerma (Museu do Prado), em Madrid - à direita) que já demonstra a influência de obras como o retrato de Carlos V de Ticiano (1548; no Prado), Esta viagem marcou como sendo a primeira de muitas em sua carreira onde ele combinaria as necessidades da arte e da diplomacia.
Ele retornou à Itália em 1604, onde permaneceu pelos próximos quatro anos, primeiro em Mântua e depois em Gênova e Roma. Em Gênova, Rubens pintou diversos retratos, como a Marchesa Brigida Spinola-Doria (National Gallery of Art, Washington, D.C.) e o retrato de Maria di Antonio Serra Pallavicini, num estilo que influenciou as pinturas posteriores de Anthony van Dyck, Joshua Reynolds e Thomas Gainsborough. Ele também começou um livro sobre os palácios da cidade. Entre 1606 e 1608, ele ficou a maior parte do tempo em Roma e, durante esse período, ele recebeu, com a ajuda do cardeal Jacopo Serra (o irmão de Maria Pallavicini), sua mais importante encomenda até então, o grande altar da mais moderna e elegante nova igreja da cidade, Santa Maria in Vallicella, também conhecida como Chiesa Nuova.
O tema principal tinha que ser São Gregório Magno e importantes santos locais adorando um ícone da Virgem e o Menino. A primeira versão, uma tela simples (atualmente no Musée des Beaux-Arts, em Grenoble), foi imediatamente substituída por uma segunda versão, em três painéis planos que permitem que a verdadeira milagrosa imagem sagrada da "Santa Maria em Vallicella" seja revelada em festas importantes através de uma cobertura removível em cobre, também pintada pelo artista.
As experiências de Rubens na Itália continuaram a influenciar sua obra. Ele continuou a escrever muitas de suas correspondências em italiano, assinando seu nome como "Pietro Paolo Rubens" e por toda vida falou, com saudade, em voltar para a península - algo que jamais ocorreria.
Não tarda a chegar a fama. Sucedem-se várias outras, principalmente pinturas para igrejas e retratos da aristocracia. Pinta duques, condes e também burgueses, a classe em franca ascensão nos estados italianos. Fica famoso, e é conhecido entre as elites por ser, além de excelente pintor, uma pessoa de fácil relacionamento e grande simpatia.

### Antuérpia (1609–1621)

O rapto das filhas de Leucipo
ca 1617; Na Alte Pinakothek.

Ao saber que sua mãe estava doente em 1608, Rubens planejou viajar da Itália para Antuérpia. Porém, ela morreu antes que ele pudesse vê-la. Sua volta coincidiu com um período de renovada prosperidade na cidade com a assinatura do Tratado de Antuérpia em abril de 1609, que iniciou a Trégua dos Doze Anos. Em setembro de 1609, Rubens foi escolhido como o pintor da corte por Alberto VII de Áustria, e da Infanta Isabella Clara Eugenia, soberanos dos Países Baixos Espanhóis. Ele recebeu uma permissão especial para basear seu estúdio em Antuérpia ao invés de Bruxelas, onde estava sediada a corte, e também para trabalhar para outros clientes. Ele se manteve próximo da arquiduquesa Isabella até a sua morte em 1633 e foi utilizado não somente como pintor, mas também como embaixador e diplomata. Rubens cimentou ainda mais seus laços com a cidade quando, em 3 de outubro de 1609, ele se casou com Isabella Brant, a filha de um dos mais proeminentes humanistas da cidade, Jan Brant.
Em 1610, Rubens se mudou para uma casa e um estúdio novos, projetados por ele. Agora, o Museu Rubenshuis, a villa de influência italiana no centro de Antuérpia acomodava o seu estúdio, onde ele e seus aprendizes fizeram a maior parte de suas obras, além de sua coleção de arte pessoal e uma biblioteca, ambas entre as maiores de Antuérpia. Durante este período, ele ampliou o estúdio com a ajuda de diversos estudantes e assistentes, o mais famoso deles fora o jovem Anthony van Dyck, que logo se tornaria o mais famoso retratista brabantino e um colaborador frequente de Rubens. Ele também colaborava frequentemente com muitos especialistas ativos na cidade, incluindo o pintor de animais Frans Snyders, que contribuiu com a águia em seu "caralaha´ 4(1611–12. Philadelphia Museum of Art), e com o seu grande amigo, o pintor de flores Jan Bruegel, o Velho.
Peças de altar, como a "O Erguimento da Cruz" (1610) e "A Descida da Cruz" (1611-1614) para a Catedral de Nossa Senhora foram particularmente importantes para estabelecer Rubens como o mais importante pintor nos Países Baixos do Sul após a sua volta. O "O Erguimento da Cruz", por exemplo, demonstra a síntese que Rubens fez da "Crucificação" de Tintoretto para a Scuola Grande di San Rocco, em Veneza, as figuras dinâmicas de Michelangelo e o seu estilo pessoal. Esta pintura é geralmente lembrada como um grande exemplo da arte religiosa barroca.
Rubens fez uso de gravuras e de capas de livros, especialmente para o seu amigo Balthasar Moretus, o proprietário da grande Editora Plantin-Moretus, para espalhar a sua fama por toda a Europa durante a sua carreira. Com a exceção de um par de água-fortes, ele mesmo apenas produziu desenhos dessas gravuras, deixando a impressão em si para os especialistas, como Lucas Vorsterman. Ele recrutou diversos entalhadores treinados por Goltzius, a quem ele cuidadosamente ensinou para que aprendessem o estilo mais vigoroso que ele queria. Ele também projetou a última xilogravura importante anterior ao revival da técnica no século XIX. Rubens também deixou claro os direitos de autor de suas gravuras, principalmente na Holanda, onde sua obra era largamente copiada através delas. Ele também estabeleceu os direitos de autor na Inglaterra, França e Espanha.
A produção dos quadros obedecia a um esquema montado por ele, segundo o qual ele realizava todos os primeiros esboços e encarregava os aprendizes de montar um modelo em escala menor, que era apresentado ao cliente. Se aprovado, Rubens traçava a lápis na tela e os discípulos colocavam a cor e o óleo, cabendo ao mestre de novo fazer a "arte final".

### Ciclo e as diplomacias (1621–1631)

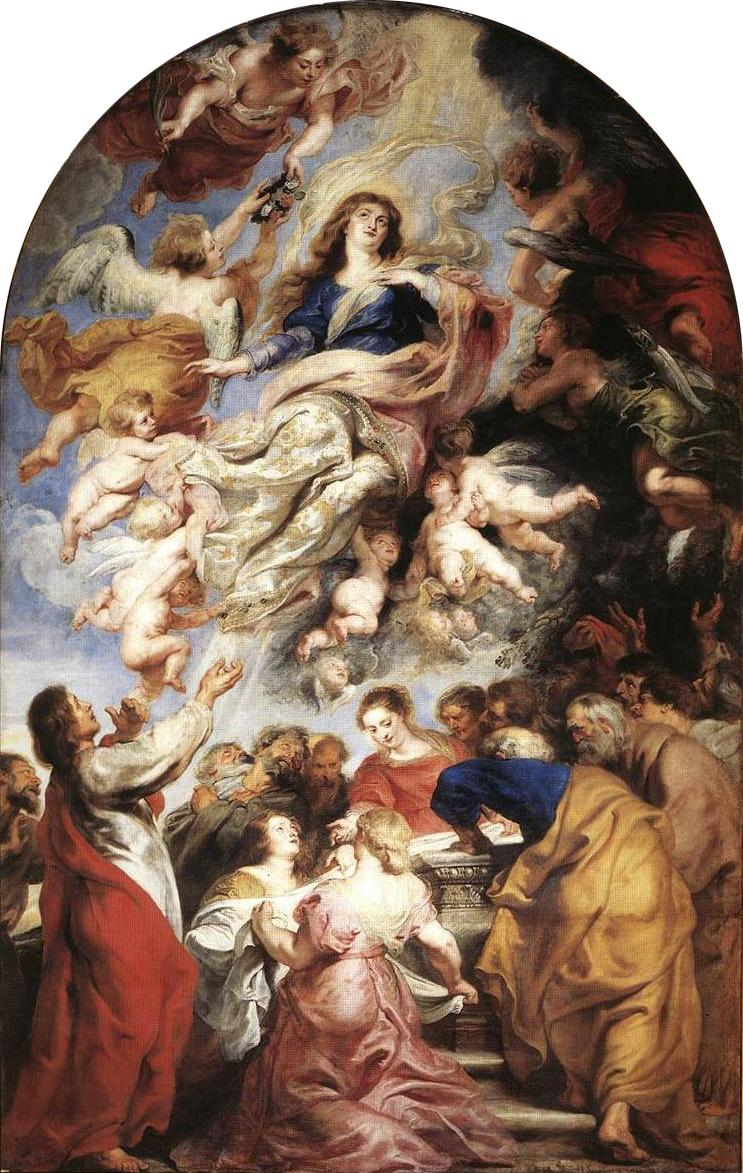
A Assunção da Virgem Maria
ca 1625-1625; na Catedral de Antuérpia.

Em 1621, a rainha-mãe da França, Maria de Médici, encomendou a Rubens dois grandes ciclos alegóricos celebrando a sua vida e a de seu recém-finado marido, Henrique IV para o Palácio do Luxemburgo, em Paris. O desde então chamado Ciclo de Maria de Médici (atualmente no Louvre) foi instalado em 1625 e, embora ele tenha começado o trabalho no segundo ciclo, jamais teve tempo de terminá-lo. Maria foi exilada da França em 1630 por seu filho, Luís XIII, e morreu em 1642, na mesma casa em Colônia onde Rubens vivera quando criança.
Com o final da Trégua dos Doze Anos, em 1621, os regentes Habsburgos espanhóis confiaram a Rubens numerosas missões diplomáticas. Em 1624, o embaixador francês escreveu de Bruxelas: "Rubens está aqui para pintar o retrato do príncipe da Polônia, por ordens da infanta" (o príncipe Władysław IV Vasa foi a Bruxelas como convidado pessoal da Infanta Isabella em 2 de setembro de 1624).
Entre 1627 e 1630, a carreira diplomática de Rubens esteve particularmente ativa e ele frequentemente se movimentava entre as cortes da Espanha e da Inglaterra tentando promover a paz entre os Países Baixos Espanhóis e as Províncias Unidas. Ele também fez diversas viagens para o norte da Holanda, tanto como artista quanto como diplomata. Nas cortes, ele por vezes encontrava pessoas que acreditavam que cortesãos não deveriam colocar as mãos em nenhuma forma de arte ou comércio, mas ele foi também recebido como um cavalheiro em diversas outras. Foi durante este período que Rubens foi, por duas vezes, elevado ao título de cavaleiro, a primeira por Filipe IV, em 1624, e a segunda, por Carlos I, em 1630. Rubens esteve em Madrid por oito meses entre 1628 e 1629. Além das negociações diplomáticas, ele realizou ali diversas obras importantes para Filipe IV e outros patrocinadores privados. Ele também pôde começar um novo estudo sobre as obras de Ticiano, copiando várias delas, inclusive a "Queda do Homem" de Madrid (1628-1629). Durante a sua estadia, ele se tornou amigo do pintor da corte espanhola, Diego Velázquez, e os dois planejaram visitar a Itália juntos no ano seguinte. Rubens, porém, retornou para Antuérpia e Velásquez viajou sem ele.
Sua estadia em Antuérpia seria breve e ele logo viajou para Londres, onde ele permaneceu até abril de 1630. Uma obra importante deste período é a "Alegoria sobre a Paz e Guerra" (1629; National Gallery, Londres). Ela é um bom exemplo da forte preocupação de Rubens com a paz e foi presenteada a Carlos I.
Enquanto a reputação de Rubens entre os colecionadores e a nobreza continuava a crescer durante esta década, ele e seu estúdio continuaram a pintar obras monumentais para contratantes locais em Antuérpia. A "Assunção da Virgem Maria" (1625-1626) para a Catedral de Antuérpia é um bom exemplo.

### Últimos anos

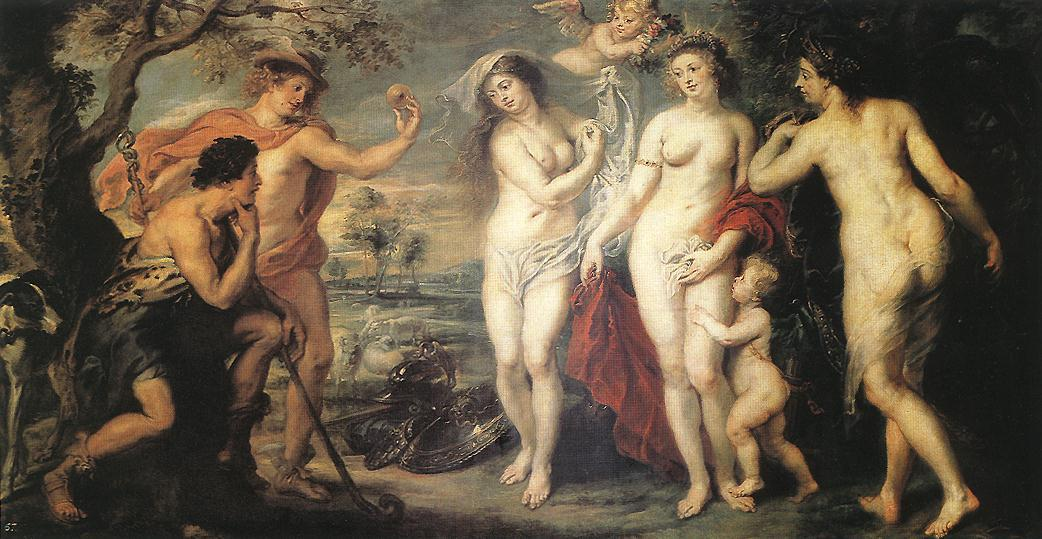
O Julgamento de Páris
ca. 1630; Museu do Prado, em Madrid.

A última década de Rubens se passou em Antuérpia ou nas redondezas. Obras grandes para compradores estrangeiros ainda o ocupavam, como as pinturas para o teto da Salão de Banquetes do Palácio de Whitehall, de Inigo Jones, mas ele também explorou algumas possibilidades artísticas mais pessoais.
Em 1630, quatro anos após a morte de sua primeira esposa, o artista, então com 53 anos de idade, se casou com a donzela Hélène Fourment, de dezesseis. Ela inspirou nele figuras voluptuosas em muitas pinturas da década de 1630, incluindo "A Festa de Vênus" (Kunsthistorisches Museum, Viena), "As Três Graças" (Prado, Madrid) e "O Julgamento de Páris" (Prado, Madrid - à direita). Nesta última pintura, que foi feita para a corte espanhola, a jovem esposa do artista foi reconhecida como sendo a figura de Vênus. Num retrato íntimo dela, "Hélène Fourment embrulhada em peles", também conhecido como Het Pelsken, a esposa de Rubens chega a ser representada com base nas esculturas clássicas da Vênus Pudica, como na Vênus de Médici.
Em 1635, Rubens comprou uma propriedade fora de Antuérpia, o Castelo Elewijt (ou Steen), onde ele passou os seus últimos dias. Paisagens, como a sua Château de Steen com o caçador (National Gallery, Londres) e "Fazendeiros retornando do campo" (Galeria Pitti, Florença), refletem a natureza mais pessoa de muitas de suas obras finais. Ele também se baseou nas tradições holandesas de Pieter Bruegel, o Velho, para se inspirar para obras como Kermis Flamengo (ca. 1630; Louvre, Paris).
Rubens morreu de gota em 30 de maio de 1640 e foi enterrado na Igreja de São Tiago em Antuérpia. Ele deixou oito filhos, três com Isabella e cinco com Hélène, sendo que o caçula nasceu oito meses após a sua morte.

## Arte
Rubens foi um artista muito prolífico. Suas obras sob encomenda foram majoritariamente sobre assuntos religiosos, pinturas "históricas", que incluem assuntos mitológicos, e cenas de caçadas. Ele pintou muitos retratos, especialmente de amigos e autorretratos, e, no final de sua vida, ele pintou diversas paisagens. Ele também projetou diversas tapeçarias e gravuras, além de sua própria casa.
Seus desenhos são muito vigorosos, mas não tão detalhados; ele também se utilizou de estudos em óleo para se preparar para suas obras. Ele foi um dos últimos artistas a fazer uso consistente de painéis de madeira como meio de apoio, mesmo para obras grandes, e se utilizou também de lona, especialmente quando a obra precisaria ser enviada para lugares distantes. Para suas peças de altar, ele por vezes pintou em ardósia para reduzir problemas com reflexos.

## Outras obras
- Série de Maria de Médici
- Retrato de Helena Fourment
- Massacre dos Inocentes
- Sagrada Família com Santa Isabel e São João
- Visitação
- Histórias da fundação de Roma
- As consequências da guerra
- A Queda dos Condenados

## Galeria

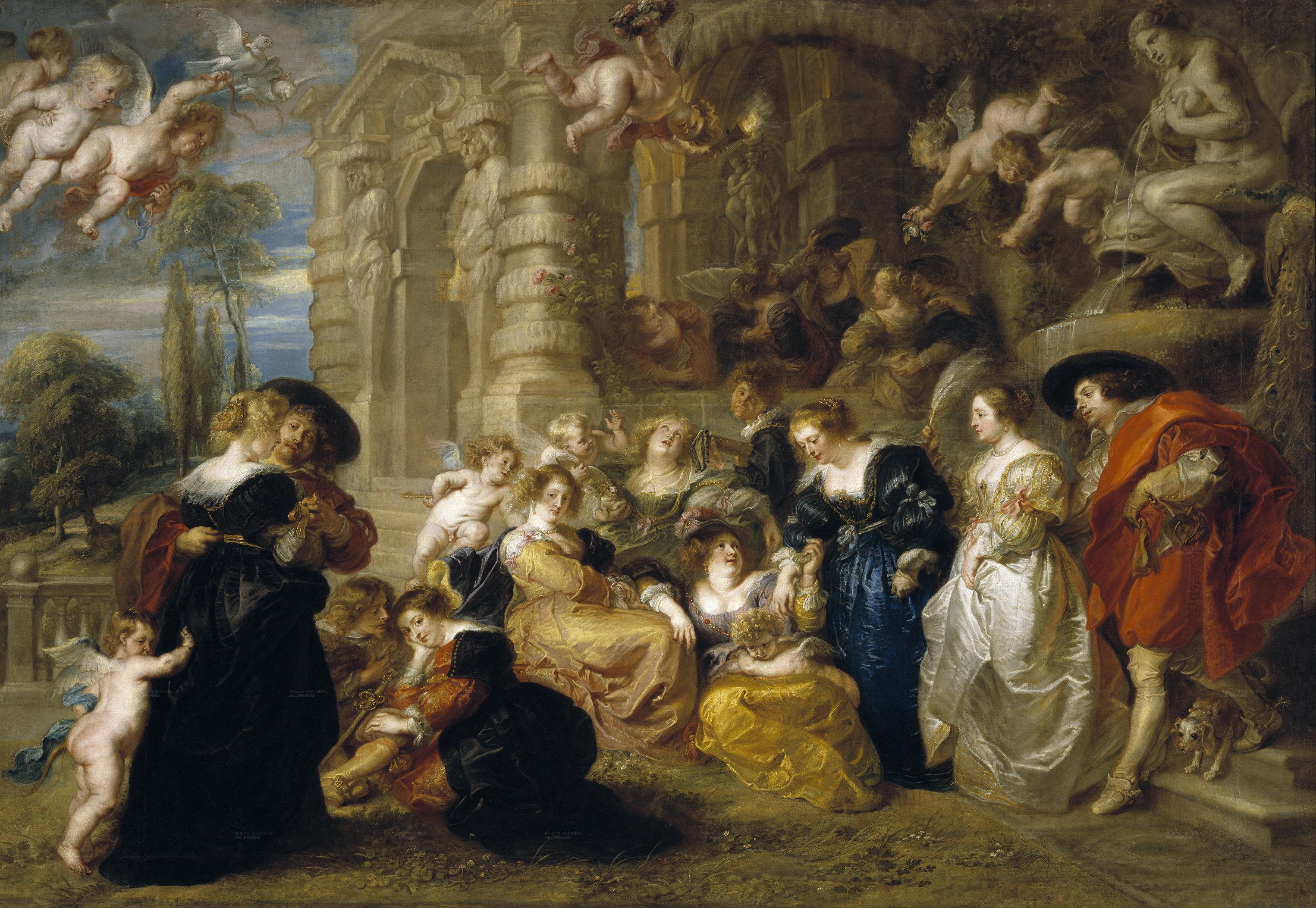
O jardim do amor, Museu do Prado
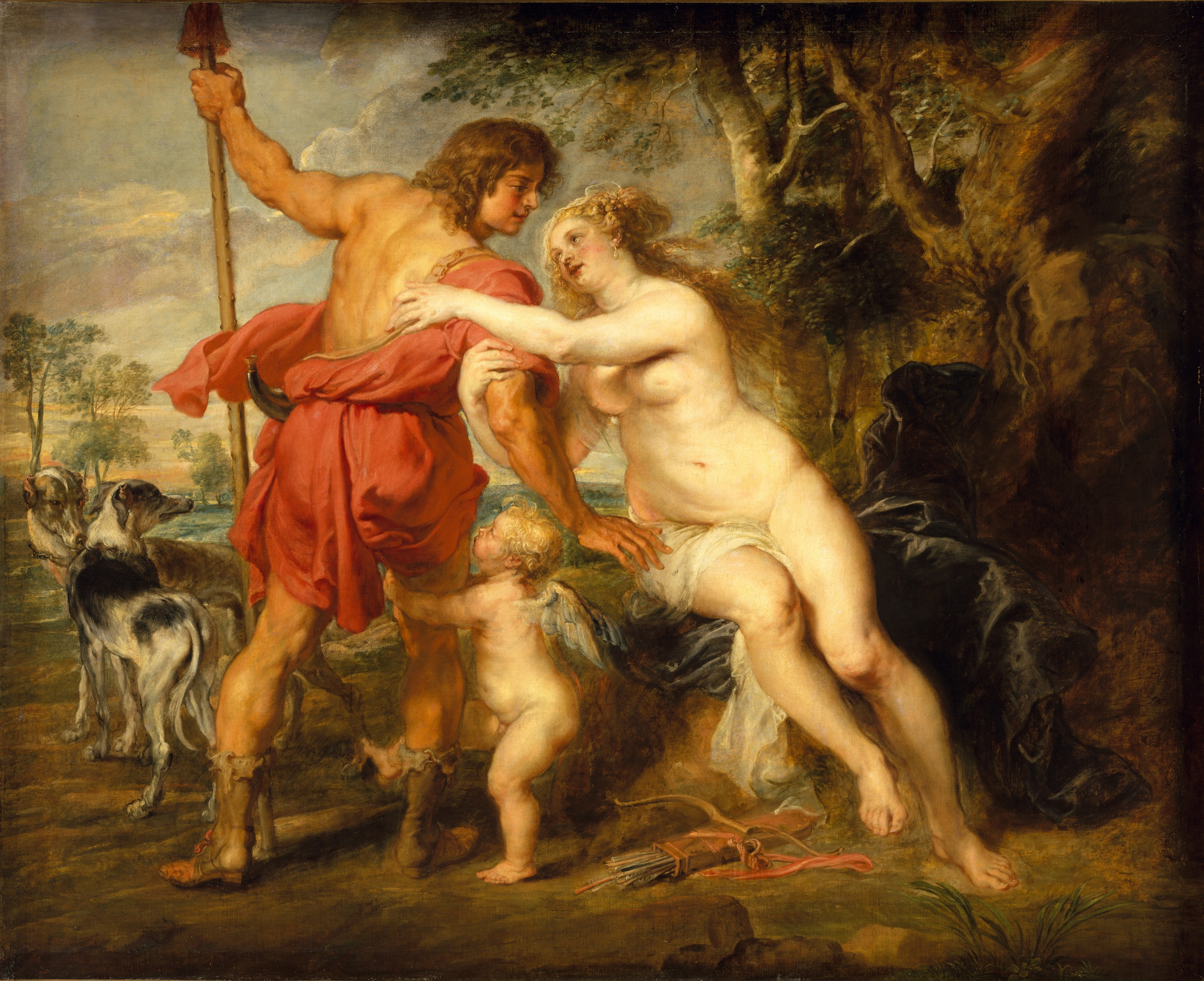
Vênus e Adônis, Metropolitan Museum of Art
A queda de Féton, National Gallery of Art
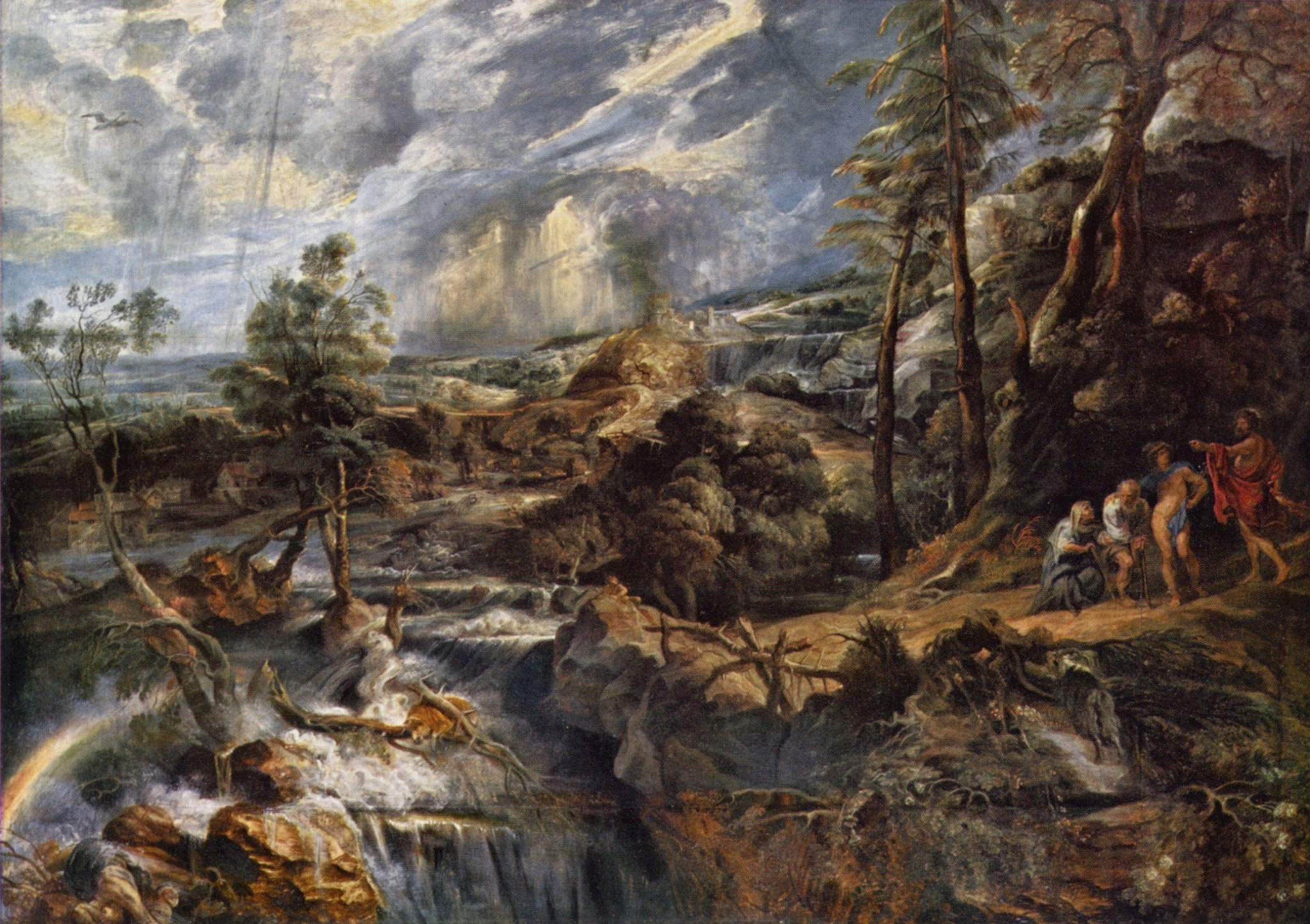
Paisagem com Filemon e Baucis, Kunsthistorisches Museum
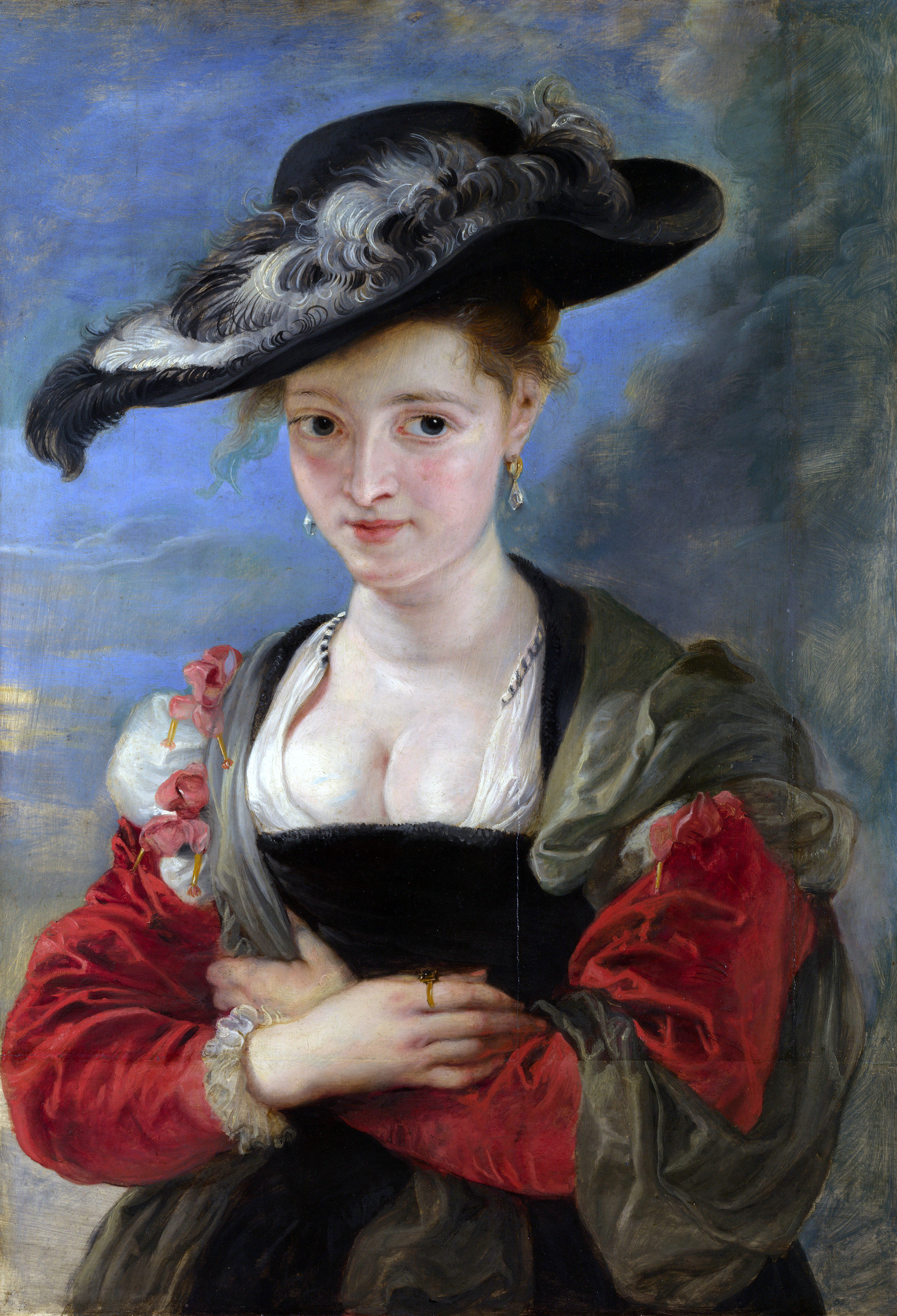
Susanna Fourment, National Gallery

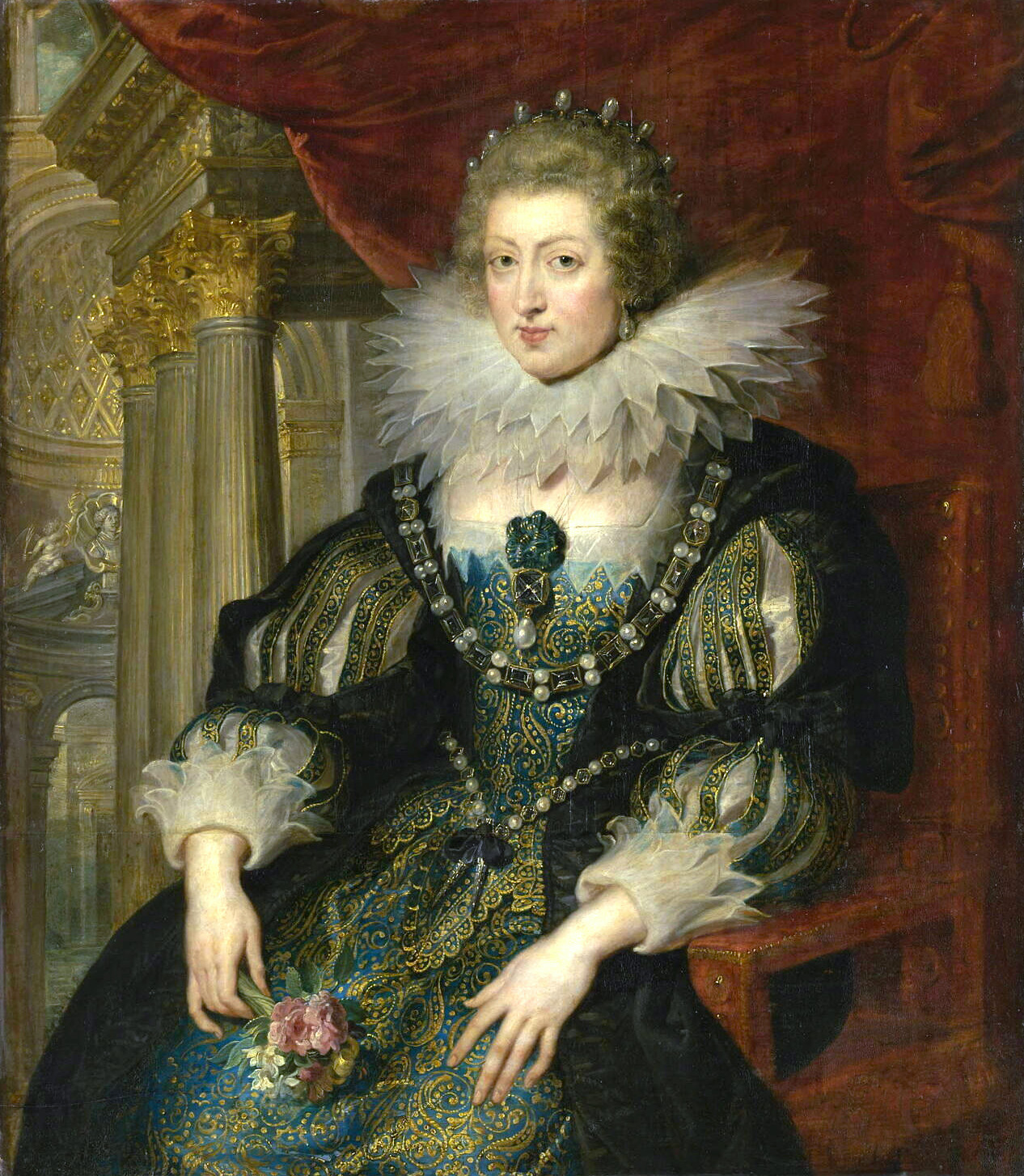
Maria Ana de Espanha, Rainha da França Louvre
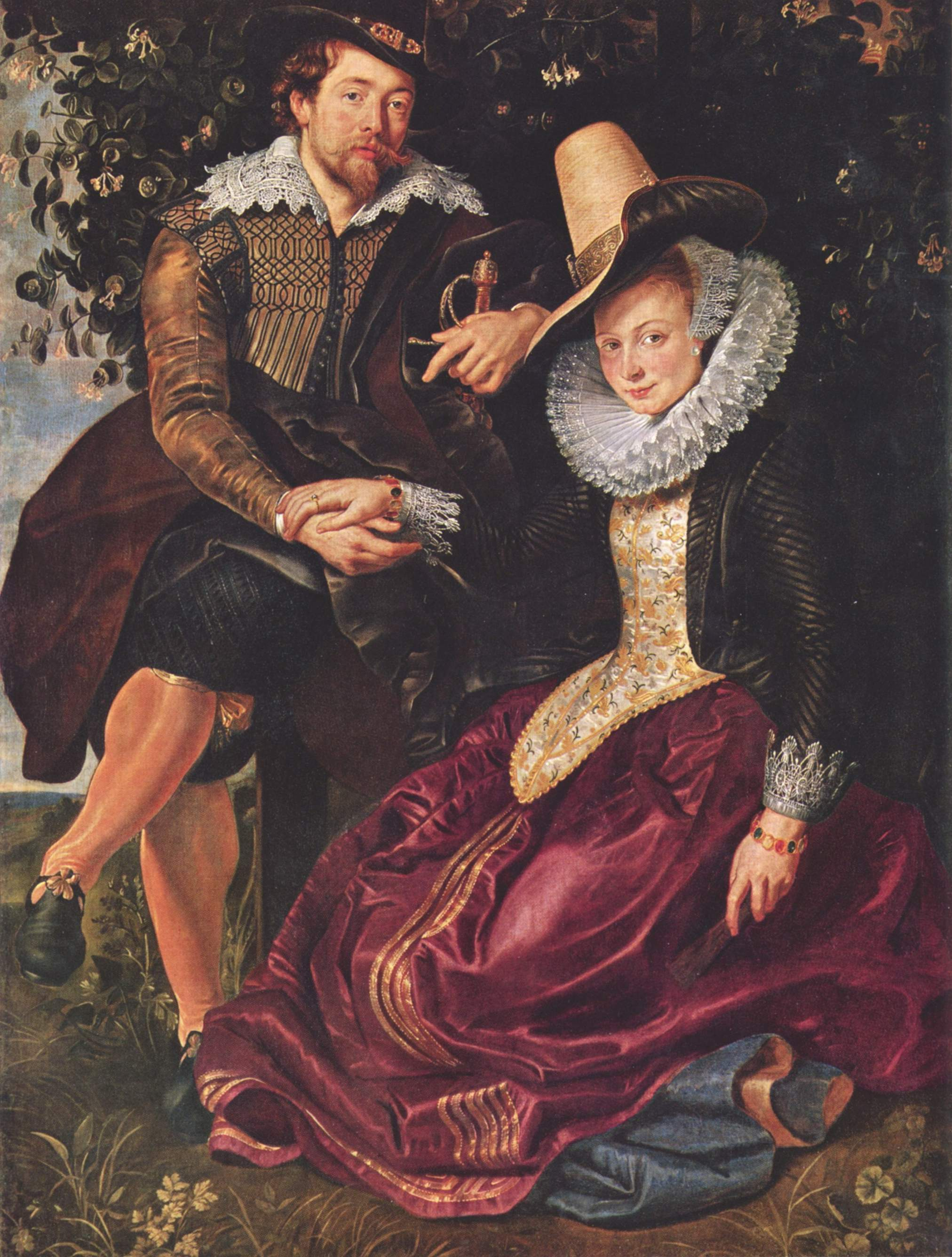
Rubens e sua esposa Isabella Brant, Alte Pinakothek
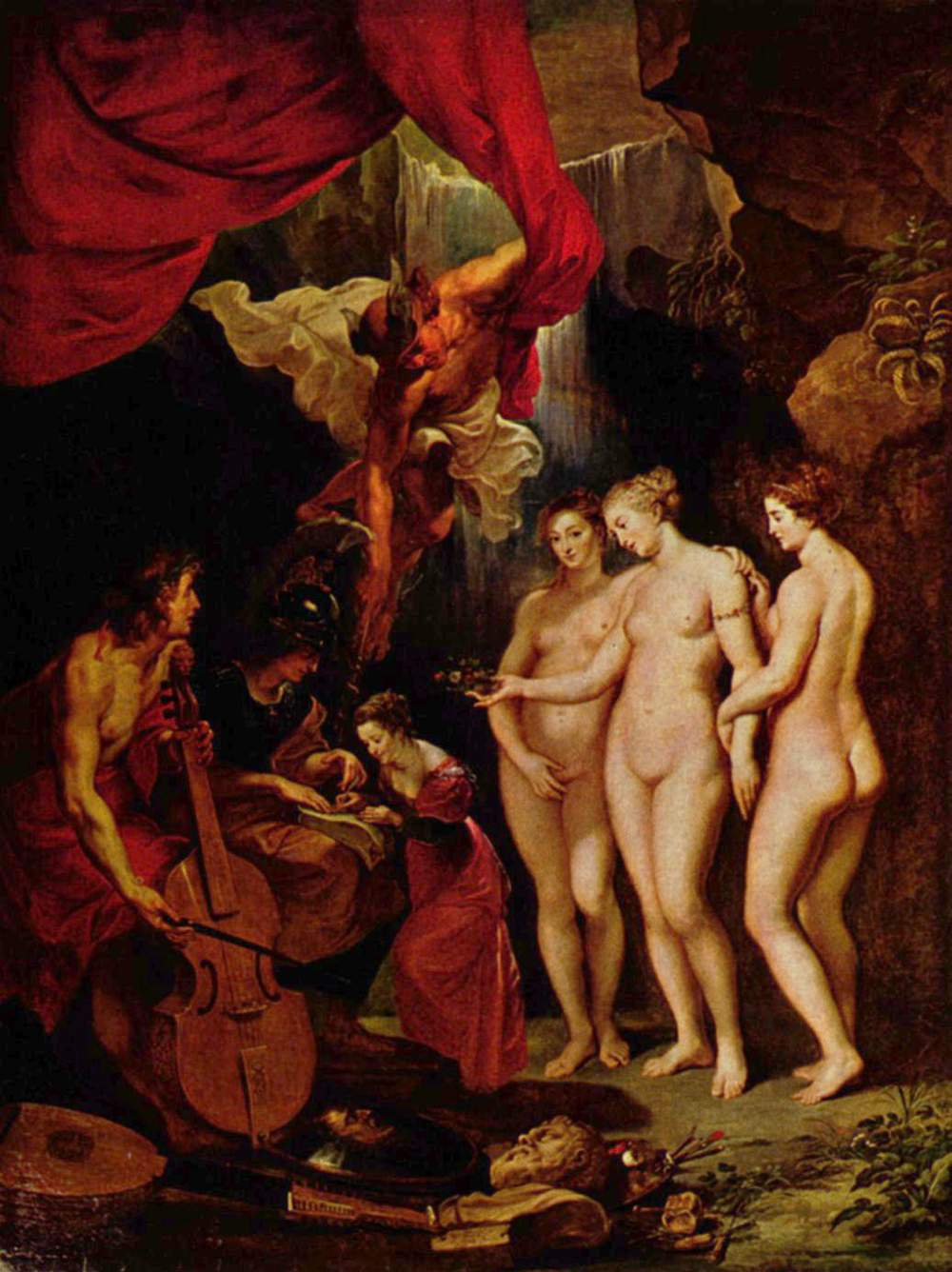
A educação de Maria de Médici, Louvre
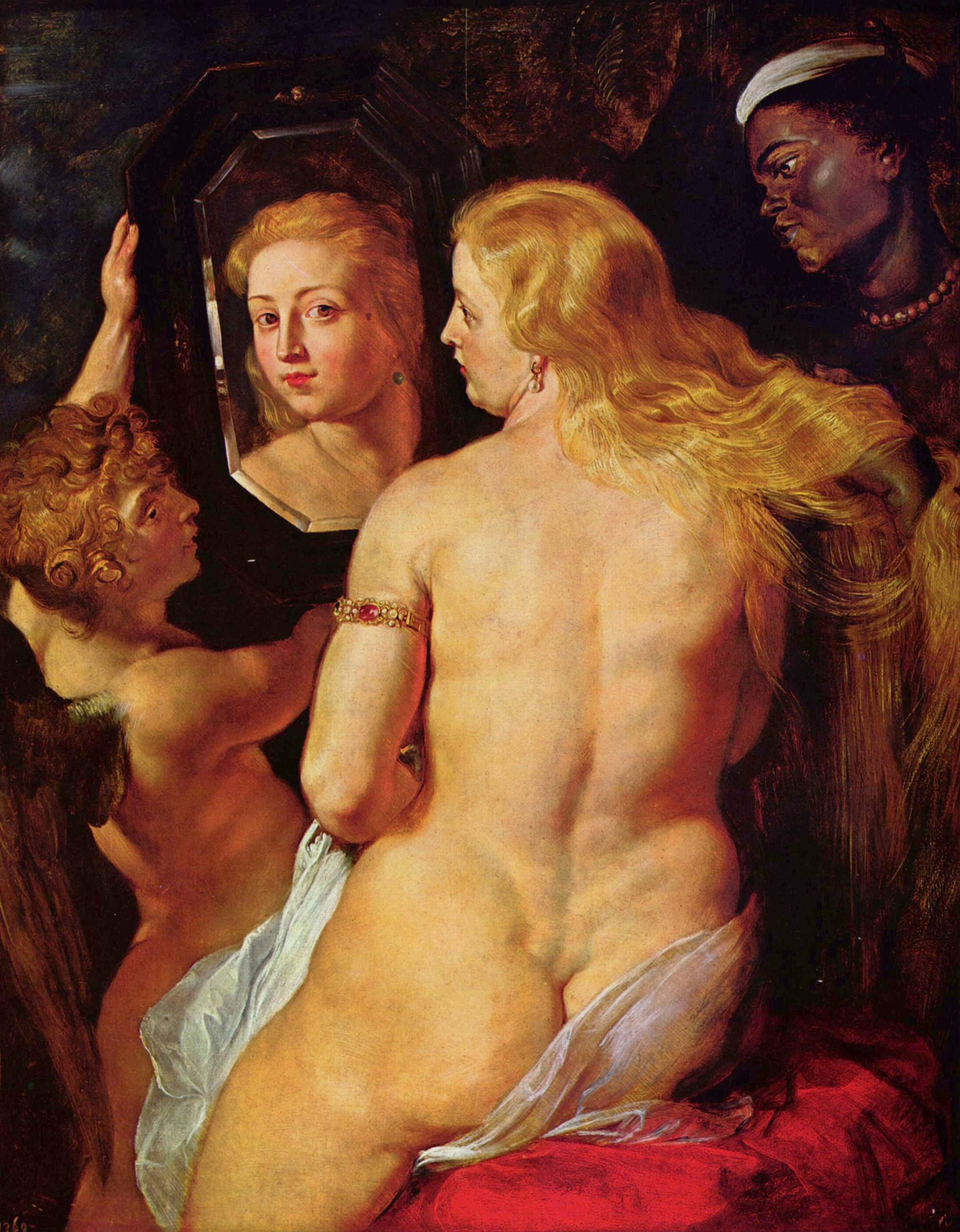
Toilette der Venus, Fürstlich Lichtensteinische Gemäldegalerie, Vaduz
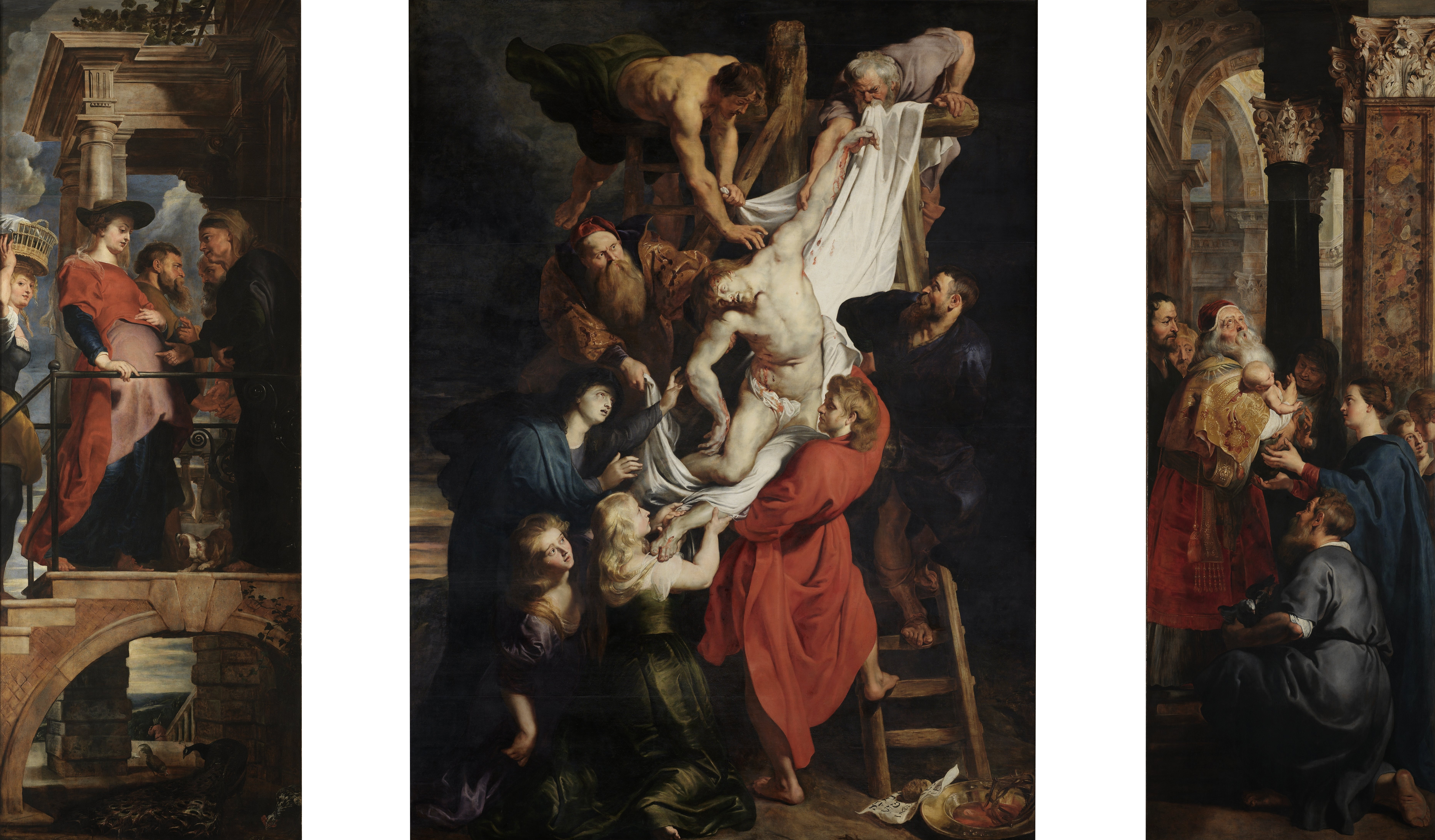
A Descida da Cruz, Catedral de Nossa Senhora, Antuérpia

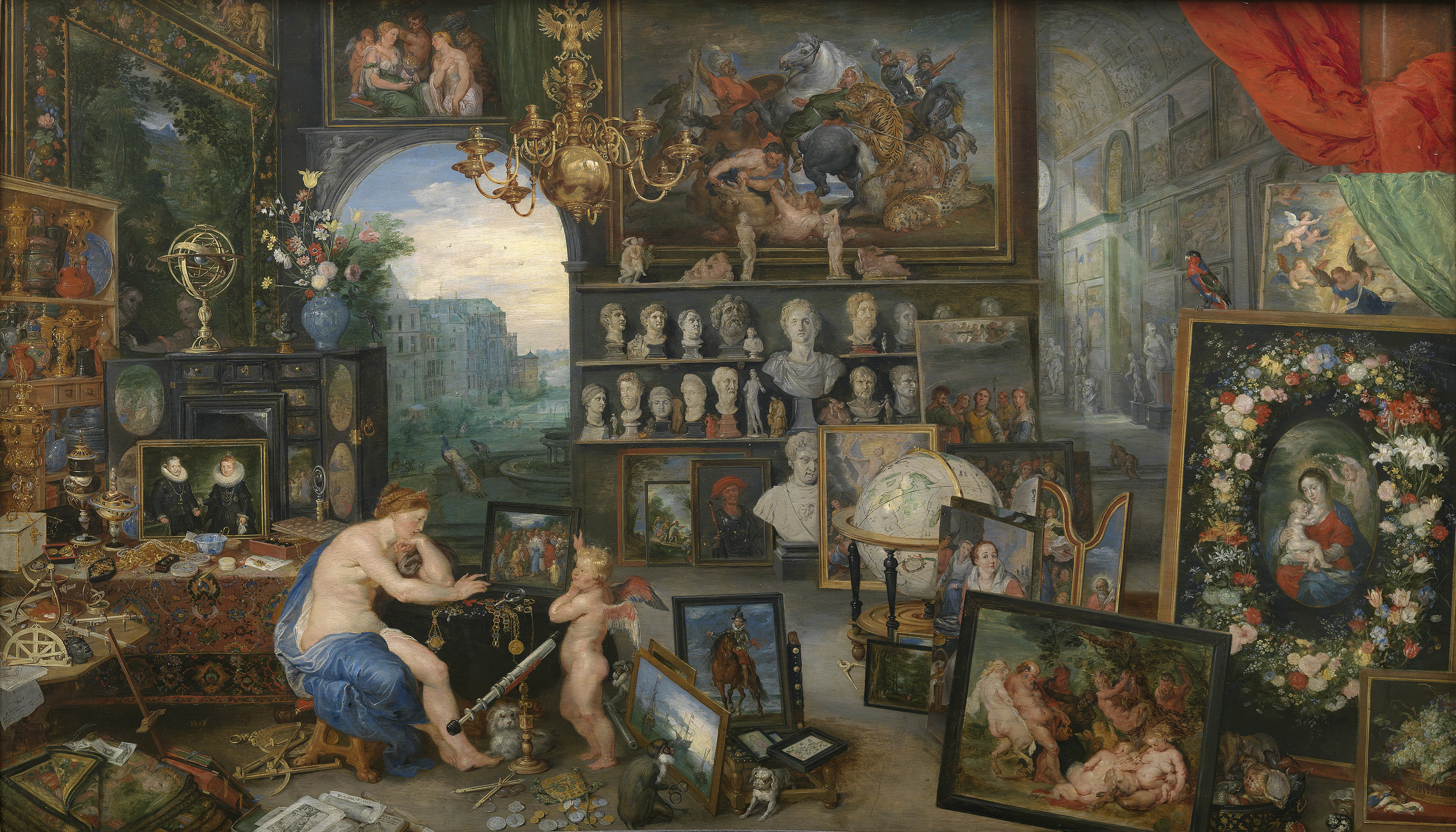
Alegoria da Visão, Museu do Prado, obra produzida com a colaboração de Jan Brueghel, o Velho
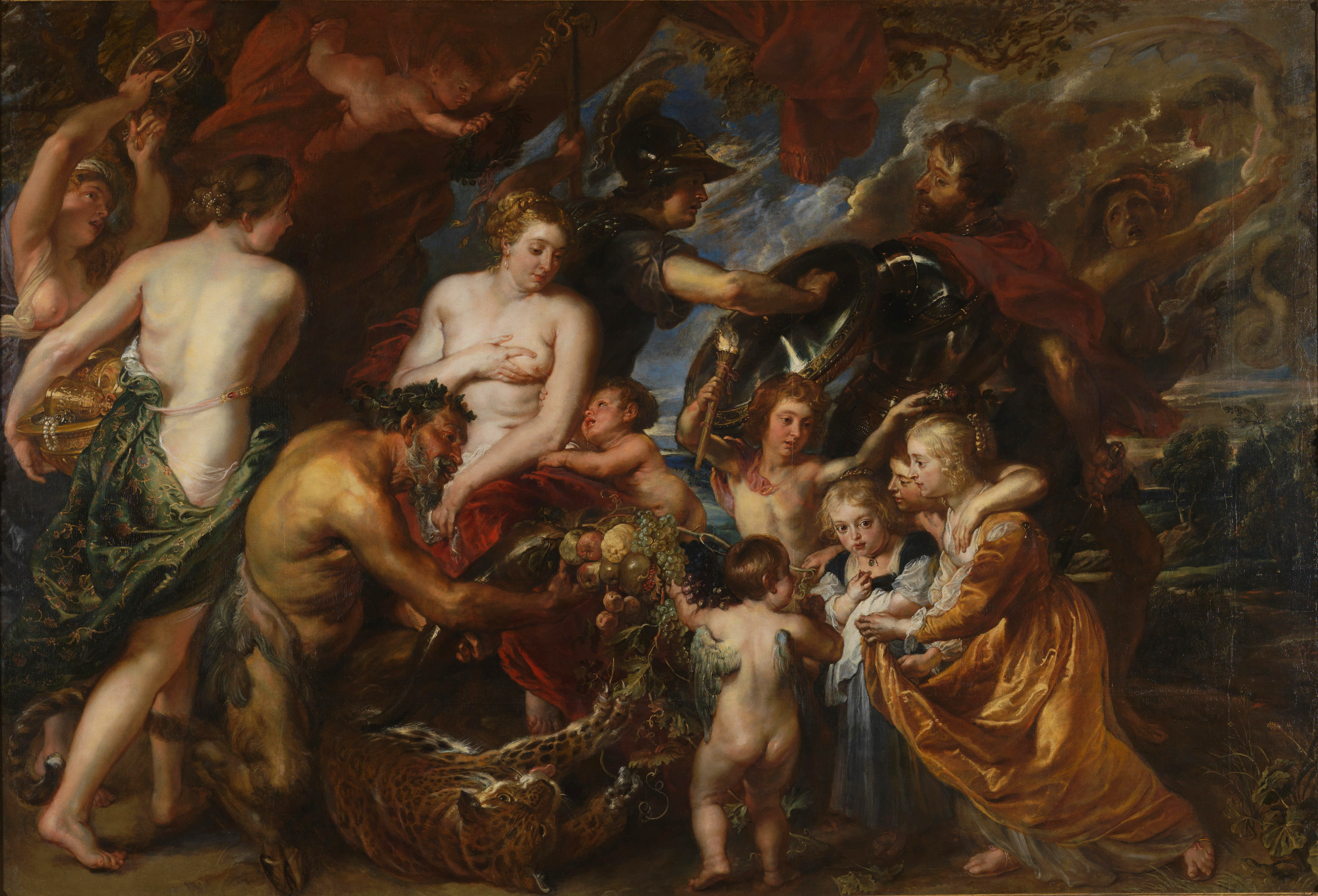
Alegoria sobre a Paz e Guerra, Galeria Nacional de Londres
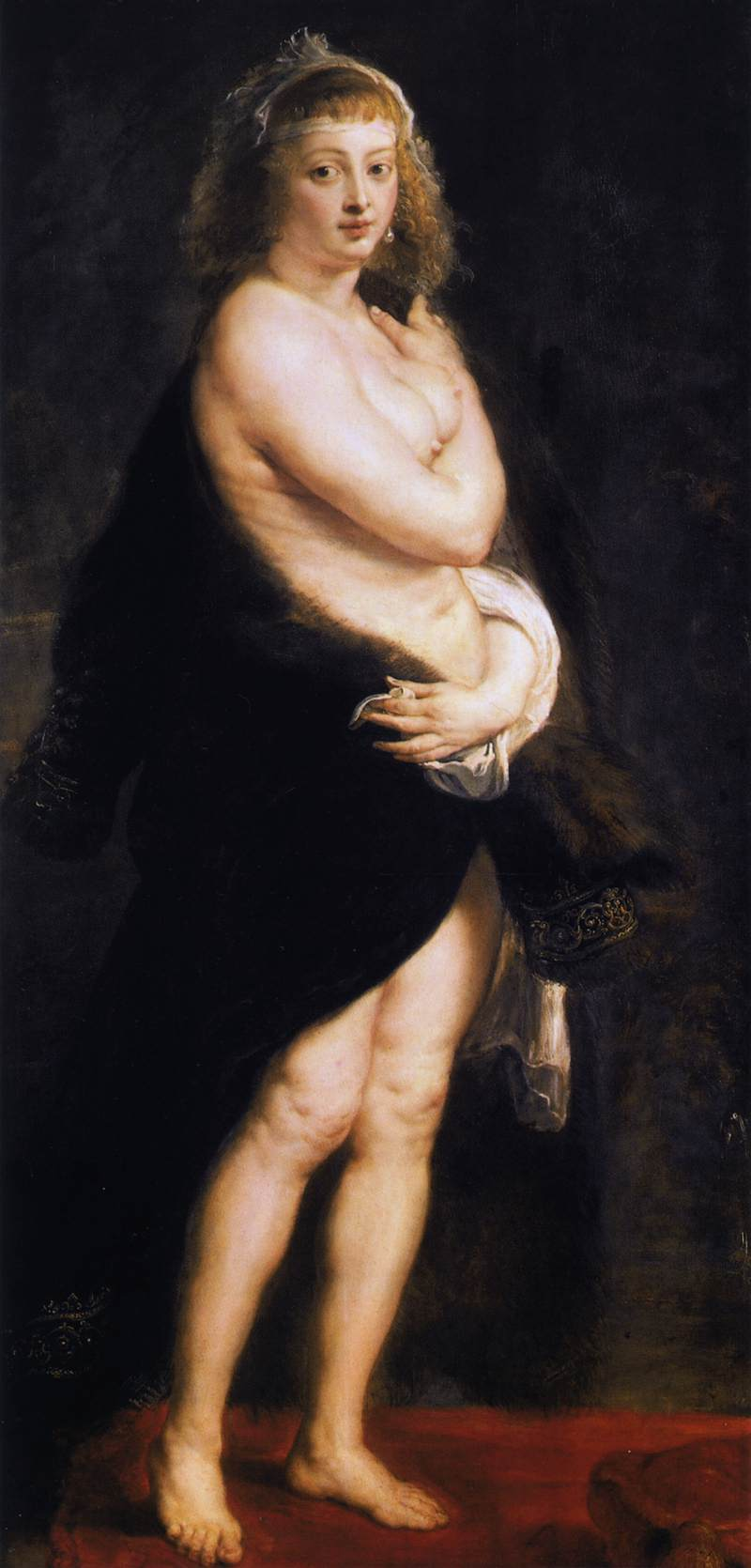
Hélène Fourment envolta em peles, Museu de História da Arte em Viena
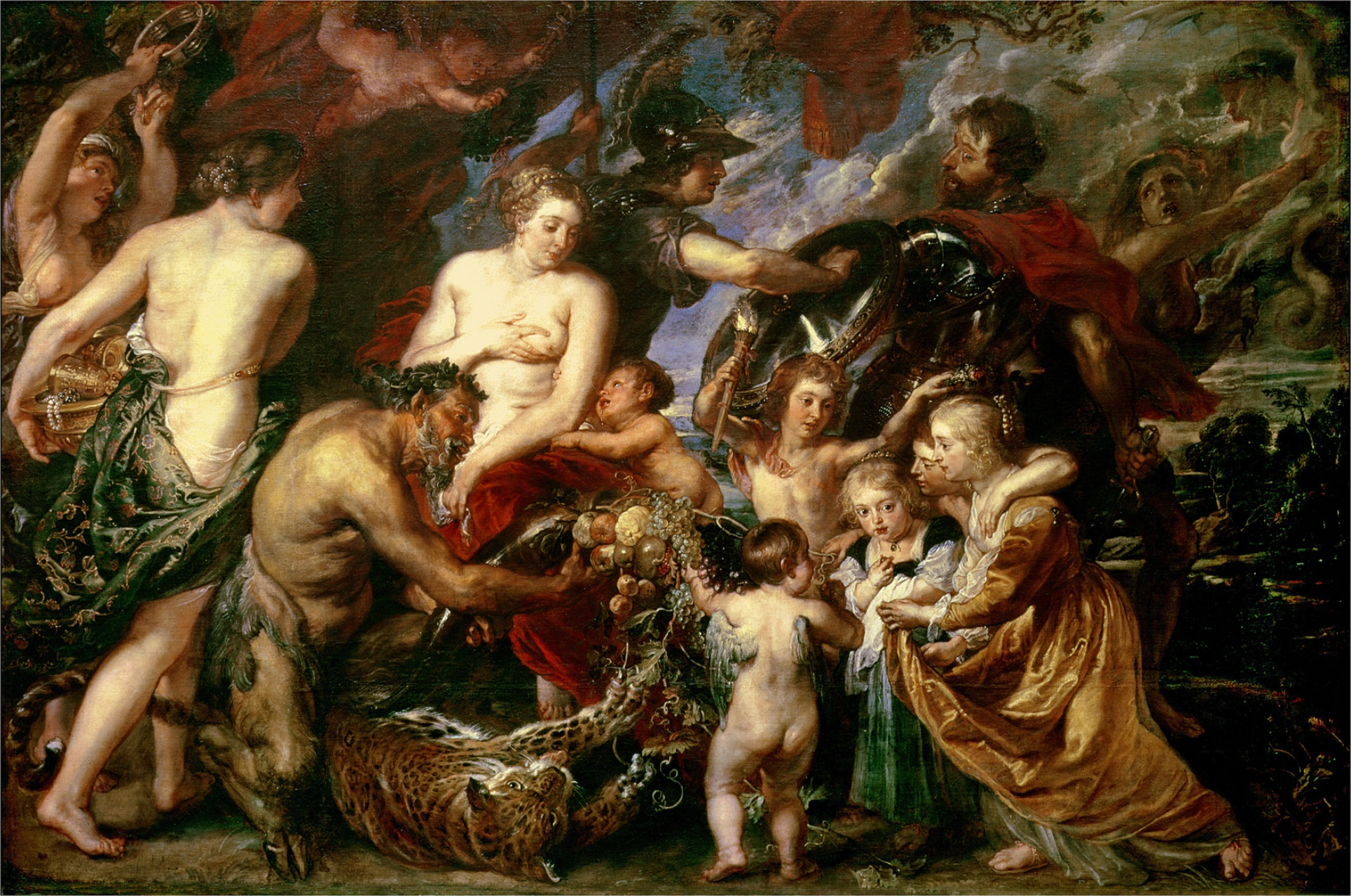
Minerva Protegendo Pax de Marte, c. 1620, Galeria Nacional de Londres